# Weißaugen-Fruchttaube
Die Weißaugen-Fruchttaube (Ducula perspicillata), auch Brillenfruchttaube genannt, ist eine Art der Taubenvögel, die zu den Großen Fruchttauben zählt. Sie gehört innerhalb dieser Gattung zu den mittelgroßen bis großen Arten. Sie hat einen im Verhältnis zur Körpergröße vergleichsweise langen Schwanz, der Körperbau ist schlank und die Stirn ist sehr steil.  Das Verbreitungsgebiet der Weißaugen-Fruchttaube sind die Molukken.
Die Bestandssituation der Weißaugen-Fruchttaube wird mit ungefährdet (least concern) angegeben.

## Erscheinungsbild

### Körperbau
Die Männchen der Weißaugen-Fruchttaube erreichen eine Körperlänge von bis zu 43 Zentimeter, die Weibchen bleiben etwas kleiner und erreichen eine Körperlänge zwischen 41,5 und 42 Zentimeter. Von der Körperlänge entfallen 14,4 bis 15,4 Zentimeter auf den Schwanz. Die Flügellänge beträgt durchschnittlich 252 bis 260  Millimeter. Der Schnabel ist 22 bis 24 Millimeter lang.

### Adulte Weißaugen-Fruchttauben
Die Wachshaut des Schnabels ist stark angeschwollen, die Federn an der Basis sind weiß und scharf abgesetzt gegenüber den schiefergrauen Zügeln, dem schiefergrauen Scheitel und dem dunklen Hals. Um die Augen verläuft ein auffällig blasser, fast weißer Federring, der zu dem Namen dieser Taubenart geführt hat.
Der Nacken ist dunkelgrau mit einem intensiven grünlichen Schimmer, der Mantel, der Rücken und der Bürzel sowie die Flügeldecken sind grün und glänzen metallisch. Je nach Lichtverhältnissen ist dieser irisierende Schimmer grünlich, bronzefarben oder sogar bläulich. Das Schwanzgefieder ist auf der Oberseite schwarz mit einem violettblauen bis grünlichen Glanz.
Das Kinn ist weiß, die Ohrdecken sind schiefergrau, die Kehle ist wie der Hals, die Brust und der Bauch hell aschgrau. Die Unterschwanzdecken sind grau mit einem bräunlichen Ton. Die Iris ist dunkelbraun, olivbraun oder dunkel rotbraun. Der Schnabel ist bläulich hornfarben mit einer violettroten Schnabelbasis. Die Füße und Beine sind matt korallenrot.

### Jungvögel
Jungvögel ähneln den adulten Vögeln, bei ihnen fehlt lediglich der irisierend metallische Schimmer des Gefieders.

## Verwechslungsmöglichkeiten
Im Verbreitungsgebiet der Weißaugen-Fruchttaube kommen mehrere Arten vor, die dieser Taubenart ähneln. Die Molukken-Bronzefruchttaube hat eine befiederte Wachshaut, wodurch die Stirn sehr flach scheint. Kopf, Hals und die Körperunterseite sind blass aschgrau. Es fehlt außerdem der weißliche Federring um die Augen. Die Körperoberseite ist dunkler und hat einen eher metallisch blauen als metallisch grünen Schimmer. Die Sundafruchttaube ist geringfügig kleiner als die Weißaugen-Fruchttaube und hat einen weinfarbenen Scheitel und weinfarbene Ohrendecken. Die Körperoberseite weist keinen metallischen Glanz auf.

## Verbreitungsgebiet
Die Weißaugen-Fruchttaube kommt ausschließlich auf den Molukken vor. Sie besiedelt hier die Inseln Ambon, Bacaninseln. Boano, Damar, Halmahera, Kasiruta, Kayoa, Morotai, Moti, Obi-Inseln, Saparua, Seram, Ternate, Tidore und Widi. Sie ist in den Tiefebenen häufig anzutreffen, seltener dagegen in den Vorgebirgen und Gebirgen. Sie ist teils sehr häufig. 1989 schätzte man für die Insel Seram die Anzahl auf 100 bis 150 Weißaugen-Fruchttauben pro Quadratkilometer Wald.
Der Lebensraum der Weißaugen-Fruchttaube sind immergrüne Wälder, Waldränder und auch Wälder mit selektivem Holzeinschlag. Sie kommt auch auf Agrarflächen und Feldfluren vor, wenn diese noch einen Bestand an hohen Bäumen aufweisen. Sie ist im Tiefland häufiger auch auf Kokosnuss-Plantagen zu sehen. Auf Grund von ihrer Präferenz für etwas schütterer bestandene Waldflächen nimmt ihre Populationszahlen in den Regionen zu, in denen ein selektiver Holzeinschlag stattfindet.

## Lebensweise
Weißaugen-Fruchttauben kommt einzelgängerisch oder in Paaren, seltener in kleinen Trupps vor. Sie ist ein Fruchtfresser, die Früchte bis zur Größe einer Pflaume fressen. Sie picken die Früchte direkt von den Ästen und kommen selten auf den Boden. Es ist eine sehr ruffreudige Art, die außerdem sehr gerne auf exponierten Ästen sitzt und die daher Beobachtern auch schnell auffällt.
Die Fortpflanzungsbiologie dieser Art ist bislang nur wenig erforscht.